# 1896年アテネオリンピックの陸上競技・男子400m

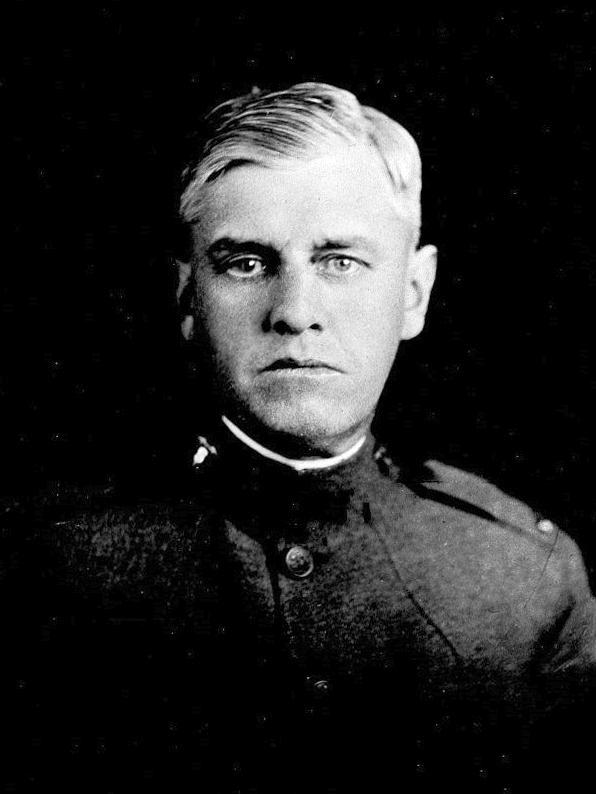
勝利したトーマス・バーク

男子400mは、1896年アテネオリンピックの陸上競技のフラットトラック競技のうち、2番目に短い競技であった。予選は4月6日の初日の最後に行われ、競技者は2つの組に分けられ、各予選の上位2名が4月7日の2日目に開催された決勝に進出した。
4か国から7人の選手が参加した。そのうち5人は100mにも参加した。

## 背景
アメリカのトーマス・バークとイギリスのエドガー・ブレディンは「1896年の2人の最も良いワンラップのランナー」であった。バークはアテネに来たが、ブレディンは来なかった（その年の初めにプロになっていた）。ブレディンは48.5秒（440ヤード）で非公式の世界記録の共同保持者であった。バークは1895年にブレディンに勝利した。

## 競技形式
400mは予選（ヒート）と決勝の2ラウンドで構成されていた。各レースは「1周をわずかに超える長さで、走者を分けるレーンはなかった。」2つの予選が行われ、一方に4人、もう一方に3人の走者が参加した。各予選の2人が決勝に進出した。
トラックは円周が330mであったため、レースは1周をわずかに超えていた。トラックは曲がり方が非常に鋭く、緩い灰でできていたため、走るのが難しかった。走者は現在の反時計回りに対して時計回りに回っていた。

## 結果

### 準決勝
準決勝は4月6日に行われた。各組上位2人が決勝に進出した。

#### 準決勝1
| 順位 | 選手                     | 国             | 記録 | 備考  |
| ---- | ------------------------ | -------------- | ---- | ----- |
| 1    | ハーバート・ジャミソン   | アメリカ合衆国 | 56.8 | Q, OR |
| 2    | フリッツ・ホフマン       | ドイツ         | 58.6 | Q     |
| 3–4  | Kurt Doerry              | ドイツ         | 不明 |       |
| 3–4  | アルファーンス・グリセル | フランス       | 不明 |       |

#### 準決勝2
| 順位 | 選手                 | 国             | 記録   | 備考 |
| ---- | -------------------- | -------------- | ------ | ---- |
| 1    | トーマス・バーク     | アメリカ合衆国 | 58.4   | Q    |
| 2    | チャールズ・グメリン | イギリス       | 1:00.5 | Q    |
| 3    | Frantz Reichel       | フランス       | 1:02.3 |      |

### 決勝
| 順位 | 選手                   | 国             | 記録 | 備考 |
| ---- | ---------------------- | -------------- | ---- | ---- |
| 1    | トーマス・バーク       | アメリカ合衆国 | 54.2 | OR   |
| 2    | ハーバート・ジャミソン | アメリカ合衆国 | 55.2 |      |
| 3    | チャールズ・グメリン   | イギリス       | 56.7 |      |
| 4    | フリッツ・ホフマン     | ドイツ         | 56.7 |      |

## 結果まとめ
| 順位 | 選手                     | 国             | 記録   | 備考   |                 |
| ---- | ------------------------ | -------------- | ------ | ------ | --------------- |
| 1    | トーマス・バーク         | アメリカ合衆国 | 58.4   | 54.2   | OR              |
| 2    | ハーバート・ジャミソン   | アメリカ合衆国 | 56.8   | 55.2   |                 |
| 3    | チャールズ・グメリン     | イギリス       | 1:00.5 | 56.7   |                 |
| 4    | フリッツ・ホフマン       | ドイツ         | 58.6   | 56.7   |                 |
| 5    | Frantz Reichel           | フランス       | 1:02.3 | 未進出 |                 |
| 6    | Kurt Doerry              | ドイツ         | 不明   | 未進出 | 準決勝で3位-4位 |
| 6    | アルファーンス・グリセル | フランス       | 不明   | 未進出 | 準決勝で3位-4位 |